# Euonymus leishanensis
Euonymus leishanensis är en benvedsväxtart som beskrevs av Q.H. Chen. Euonymus leishanensis ingår i släktet Euonymus och familjen Celastraceae. Inga underarter finns listade.